# Livealbum of Death
Livealbum of Death (engl. für: „Livealbum des Todes“) ist das erste Album vom Farin Urlaub Racing Team (FURT), der Liveband von Farin Urlaub, der vor allem als Sänger und Gitarrist der Band Die Ärzte bekannt ist. Nach den beiden Studioalben Endlich Urlaub! und Am Ende der Sonne ist es das dritte Album von Farin Urlaub.

## Hintergrund
Der Titel Livealbum of Death wurde von einem Fan während der FURT-Tour Sonnenblumen of Death in Anlehnung an deren Titel erfunden und von diesem auf der Die-Ärzte-Fanseite www.dieaerzte.at veröffentlicht. Urlaub und sein Management waren von dem Titel begeistert und baten um die Erlaubnis der Verwendung. Der Fan willigte ein und wird im Gegenzug im Booklet erwähnt.
Das Album erschien am 3. Februar 2006 als CD- und Vinyl-Version; letztere besteht aus sechs 7"-Platten, wobei jede der zwölf Seiten nach einem der FURT-Mitglieder benannt ist.
Mitgeschnitten und gemischt wurden die Auftritte in Leipzig (Haus Auensee, 30. Mai), Dresden (Alter Schlachthof, 1. Juni), Berlin (Arena Berlin, 2. Juni) und Hamburg (Große Freiheit, 20. und 21. Juni) sowie Bremen (Pier 2, 22. Juni).

## Singleauskopplungen
Bereits am 13. Januar 2006 erschien die Single Zehn. Der Song wird nur live gespielt und wurde deshalb bisher auf keinem offiziellen Farin-Urlaub-Tonträger veröffentlicht. Ein Video zum Song war bereits ab dem 14. Dezember 2005 auf den Musikfernsehsendern zu sehen. Es ist ein Zusammenschnitt aus dem Auftritt am 30. Mai 2005 im Leipziger „Haus Auensee“ und einem Dreh am 10. August 2005 im Berliner „FritzClub“ mit Farin-Urlaub-Fans.

## Titelliste
1. Mehr – 3:19
2. Augenblick – 3:22
3. Am Strand – 2:51
4. Wie ich den Marilyn-Manson-Ähnlichkeitswettbewerb verlor – 3:04
5. Glücklich – 2:57
6. Petze – 3:12
7. Noch einmal – 3:51
8. Dermitder – 5:10
9. Wunderbar – 2:50
10. Phänomenal egal – 3:52
11. Sonne – 4:34
12. Apocalypse wann anders – 4:07
13. Lieber Staat – 4:04
14. Porzellan – 3:48
15. Zehn – 4:07
16. Der ziemlich okaye Popsong – 3:14
17. OK / Kein Zurück – 5:25
18. Unter Wasser – 4:44
19. Immer noch – 5:47
20. Dusche – 4:04
21. Wo ist das Problem? – 4:55
22. Abschiedslied – 4:14

## Rezeption
„Das ‚Livealbum Of Death‘ scheitert zwar nicht als Konzertatmosphärenkonserve, denn es lässt sich schon schief mitsingend durch das Wohnzimmer springen. Im Gegensatz zu einem Konzert des Racing Teams bleibt allerdings nicht mehr als ein durchscheinender Schattenriss. Denn wie könnte ein Auftritt von sechs rasenden Amazonen, vier Bläsern, einer Satanstochter und Farin Urlaub nicht wilder sein als ein Fencheltee trinkender Sologitarrist?“